# Административное деление Липецка
Город Липецк, административный центр одноимённой области, разделён на 4 территориальных округа, не являющихся муниципальными образованиями. До 1994 года территориальные округа имели статус городских районов.
В рамках административно-территориального устройства области Липецк является городом областного подчинения; в рамках муниципально-территориального устройства в его границах образовано муниципальное образование город Липецк со статусом городского округа с единственным населённым пунктом в его составе.

## История административного деления Липецка
Постановлением Президиума ВЦИК РСФСР от 1 февраля 1933 года сёла Дикое и Студёнки были включены в городскую черту Липецка.
Указом Президиума Верховного Совета РСФСР от 5 июля 1944 года в Липецке был образован Тракторозаводской район, включивший левобережную часть города (посёлки Новолипецк и Тракторный). На основании указа Президиума Верховного Совета РСФСР от 3 сентября 1953 район был упразднён.
В соответствии с указом Президиума Верховного Совета РСФСР от 15 июня 1960 года  село Сокольское было включено в черту города Липецка.
Указом Президиума Верховного Совета РСФСР от 5 июля 1965 года территория города Липецка (население которого превысило 200 тыс. жителей) была разделена на Правобережный и Левобережный районы. В состав Левобережного района вошли Новолипецк и посёлок ЛТЗ (Тракторный), однако позднее район расширился на восток, включив посёлки, находившиеся на территории Грязинского района Липецкой области.
На основании указа Президиума Верховного Совета РСФСР от 31 марта 1972 года в Липецке (население которого превысило 300 тыс. жителей) из части территории Правобережного района был образован Советский район.
В соответствии с указом Президиума Верховного Совета РСФСР от 24 ноября 1972 года из состава Сырского сельского Совета Липецкого района в состав города Липецка были переданы село Коровино и северо-восточная часть села Сырское (по второй мостовый переход через реку Воронеж).
6 декабря 1984 года в административное подчинение Правобережного района Липецка из состава Грязинского района области был передан располагающийся на левом берегу Ссёлковский сельский совет в составе населённых пунктов Ссёлки и Жёлтые Пески..
Указом Президиума Верховного Совета РСФСР от 15 августа 1985 года в городе Липецке (чьё население превысило 450 тыс. жителей) был образован Октябрьский район из части территории Советского района, кроме того в него был передан посёлок ЛТЗ (Тракторный) из состава Левобережного района Липецка.
В январе 1987 года был внесён в учётные данные посёлок Сухоборье Падовского сельсовета Липецкого района и передан в административное подчинение Левобережного района города Липецка.
Решением Липецкого облисполкома от 21 августа 1990 года № 345 в городскую черту города Липецка были включены следующие территории и населенные пункты:
- из состава Сырского поселкового Совета (находившегося в административном подчинении Советского района Липецка): посёлок «10-я Шахта», посёлок Заречье, посёлок Северный Рудник, посёлок Сухоборье;
- из состава Казинского поселкового Совета (находившегося в административном подчинении Левобережного района Липецка): посёлок Дачный, посёлок Казинка, посёлок Новая Жизнь;
- из состава Ссёлковского сельского Совета (находившегося в административном подчинении Правобережного района Липецка): село Жёлтые Пески, село Ссёлки;
- из состава Карамышевского сельского Совета Грязинского района: село Карамышево;
- из состава Матырского поселкового Совета (находившегося в административном подчинении Левобережного района Липецка): посёлок Матырский.

В соответствии с Указом Президента РФ № 1760 «О реформе местного самоуправления в РФ» в границах бывших Левобережного, Правобережного, Советского и Октябрьского районов города Липецка 20 января 1994 года были образованы Левобережный, Правобережный, Советский и Октябрьский округа.
В октябре 2005 года Липецкий областной суд, а 25 января 2006 года Верховный суд РФ постановили отменить передачу посёлка Сухоборье в состав города Липецка.

## Территориальные округа
Для осуществления местной власти в территориальных округах были сформированы 4 территориальных управления округом города Липецка.
| Карта | Название      | Население, чел. | Код ОКАТО  |
| ----- | ------------- | --------------- | ---------- |
|       | Левобережный  | ↘41 580         | 42 401 365 |
|       | Октябрьский   | ↘205 854        | 42 401 368 |
|       | Правобережный | ↗87 826         | 42 401 370 |
|       | Советский     | ↘161 143        | 42 401 375 |

## Микрорайоны
В составе города традиционно выделяются следующие части (исторические районы):
| - Центр - Новолипецк - Переделицы - Новая Жизнь - Северный Рудник - Сырский - Свободный Сокол - Сокольское - Дикое | - Ниженка - Венера - Район Опытной станции - Мирный - Жёлтые Пески - Ссёлки - Тракторный - Заречье - Дачный | - Посёлок Силикатного завода - Посёлок Студёновского рудоуправления - Матырский - Коровино - Манеж |

Ряд микрорайонов организован в территориальные общественные самоуправления (ТОС).

## История
5 июля 1944 года в Липецке образован Тракторозаводской район, включивший левобережную часть города (посёлки Новолипецк и Тракторный). 3 сентября 1953 был упразднён.
5 июля 1965 года были образованы 2 района: Левобережный и Правобережный, разделённые рекой Воронеж.
31 марта 1972 года из части Правобережного района в городе был образован третий район — Советский.
15 августа 1985 года из части территорий Советского (проспект Победы и прилегающие улицы, новые микрорайоны на юго-западе города, район Манежа, Дикое, Коровино) и Левобережного (Тракторный и Заречье) районов был образован четвёртый, Октябрьский район.
В 1994 году все внутригородские районы были преобразованы в территориальные округа (округа) в составе города Липецка.